# Biłojariwka
Biłojariwka (ukr. Білоярівка) – wieś na Ukrainie, w obwodzie donieckim, w faktycznie niefunkcjącym rejonie donieckim, od 2014 pod kontrolą marionetkowej, uzależnionej od Rosji Donieckiej Republiki Ludowej. W 2001 liczyła 1497 mieszkańców, spośród których 949 wskazało jako ojczysty język ukraiński, 536 rosyjski, 2 białoruski, 2 ormiański, a 8 inny.